# St-Augustin (Nizza)

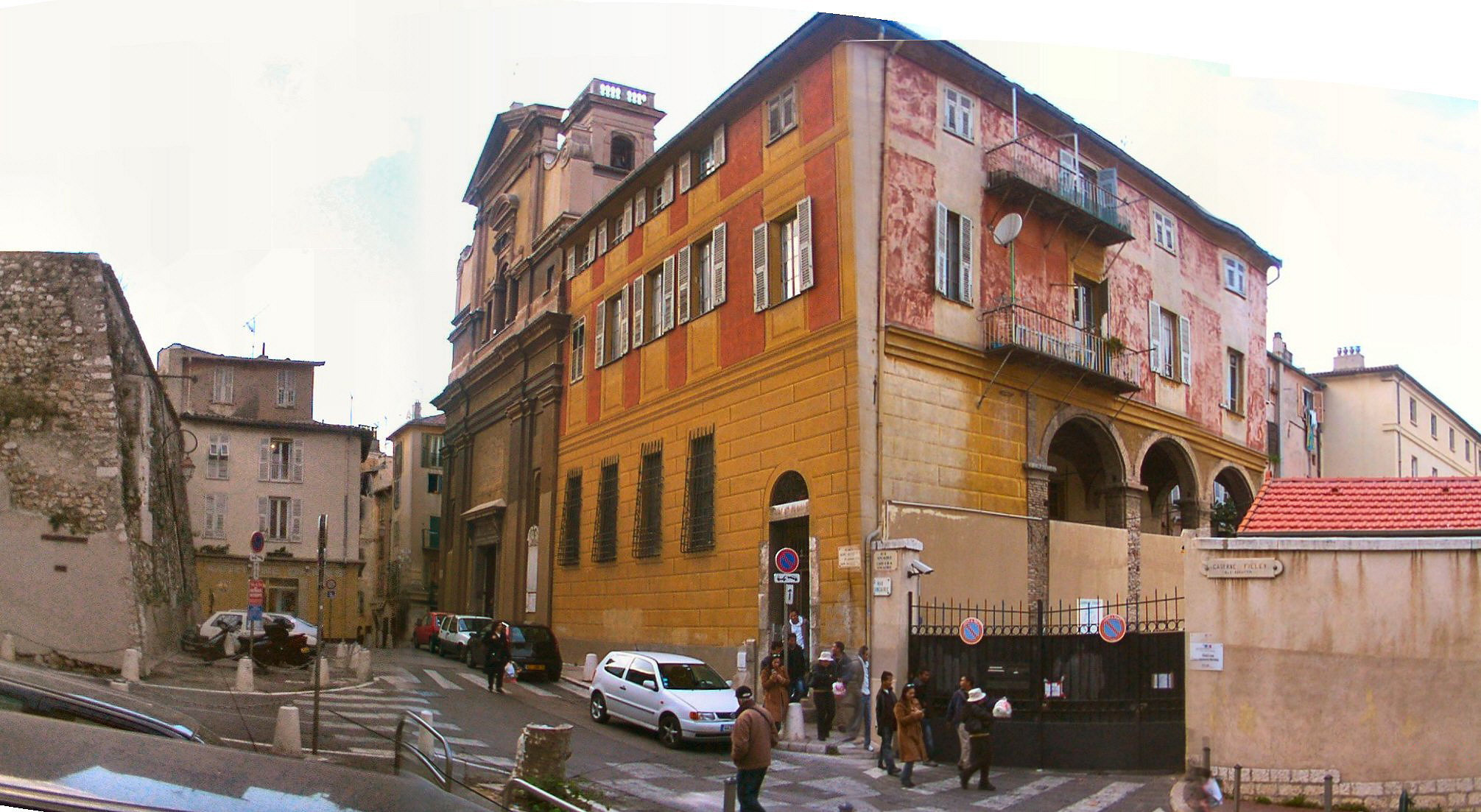
St-Augustin (Nizza)

Die Kirche St-Augustin (auch: St-Martin-St-Augustin) ist eine römisch-katholische Kirche in der südfranzösischen Stadt Nizza. Das Gebäude steht seit 1946 als Monument historique unter Denkmalschutz.

## Lage und Patrozinium
Die Kirche steht am Nordrand des Altstadtkerns von Nizza (Vieux Nice) unweit des Place Garibaldi (Rue Sincaire Nr. 4). Sie ist zu Ehren des heiligen Augustinus geweiht. Die Kirche gehört zur Pfarrei Paroisse Saint Jean XXIII.

## Geschichte

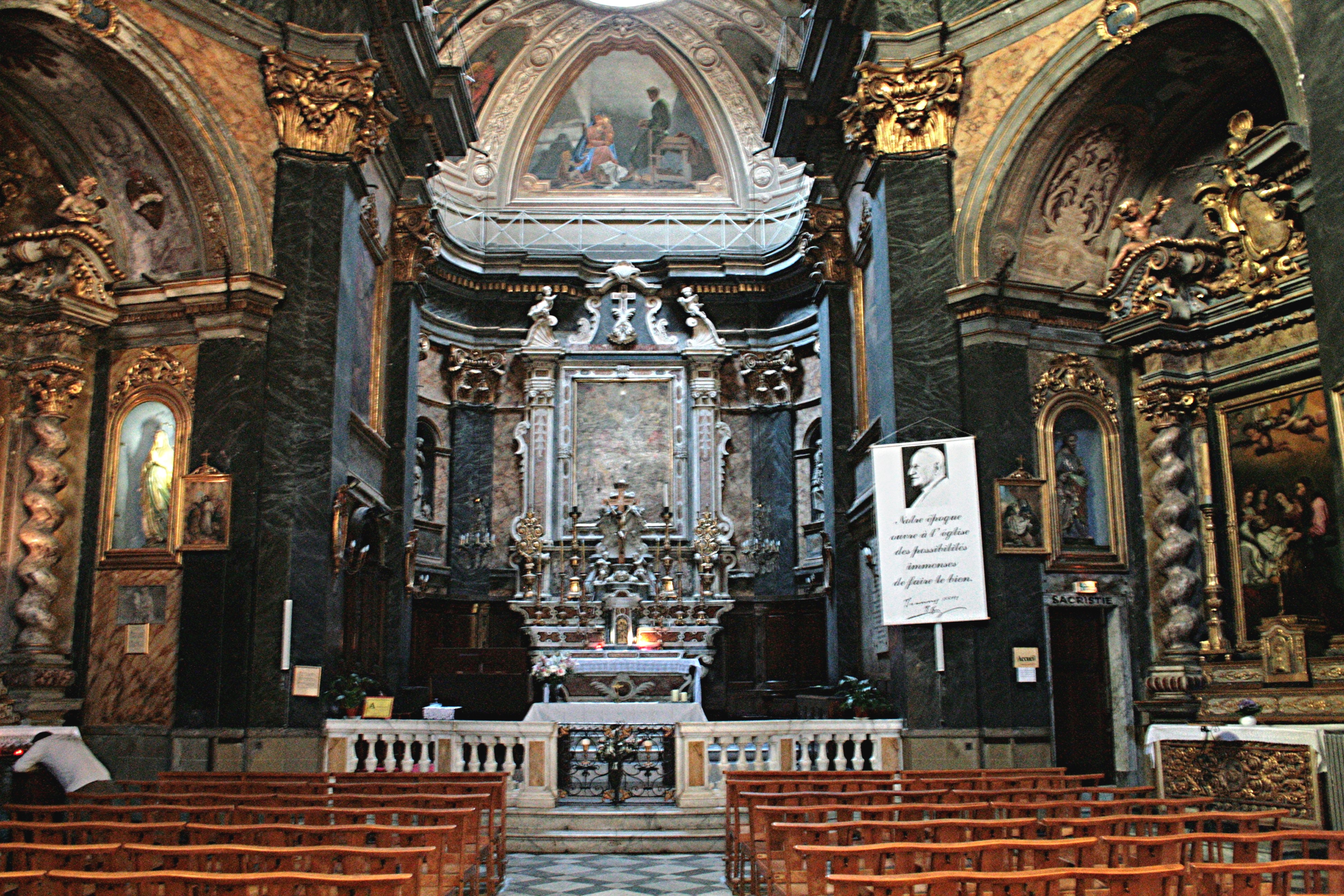
St-Augustin (Nizza)

Der im 14. Jahrhundert nach Nizza gekommene Augustinerorden übernahm 1405 die Pfarrkirche St. Martin. Ab 1636 wurde diese Kirche durch einen Neubau ersetzt, dessen Vollendung bis ins frühe 18. Jahrhundert dauerte und dessen heutige Fassade sowie der Kirchturm erst 1834 erstellt wurden.

## Ausstattung

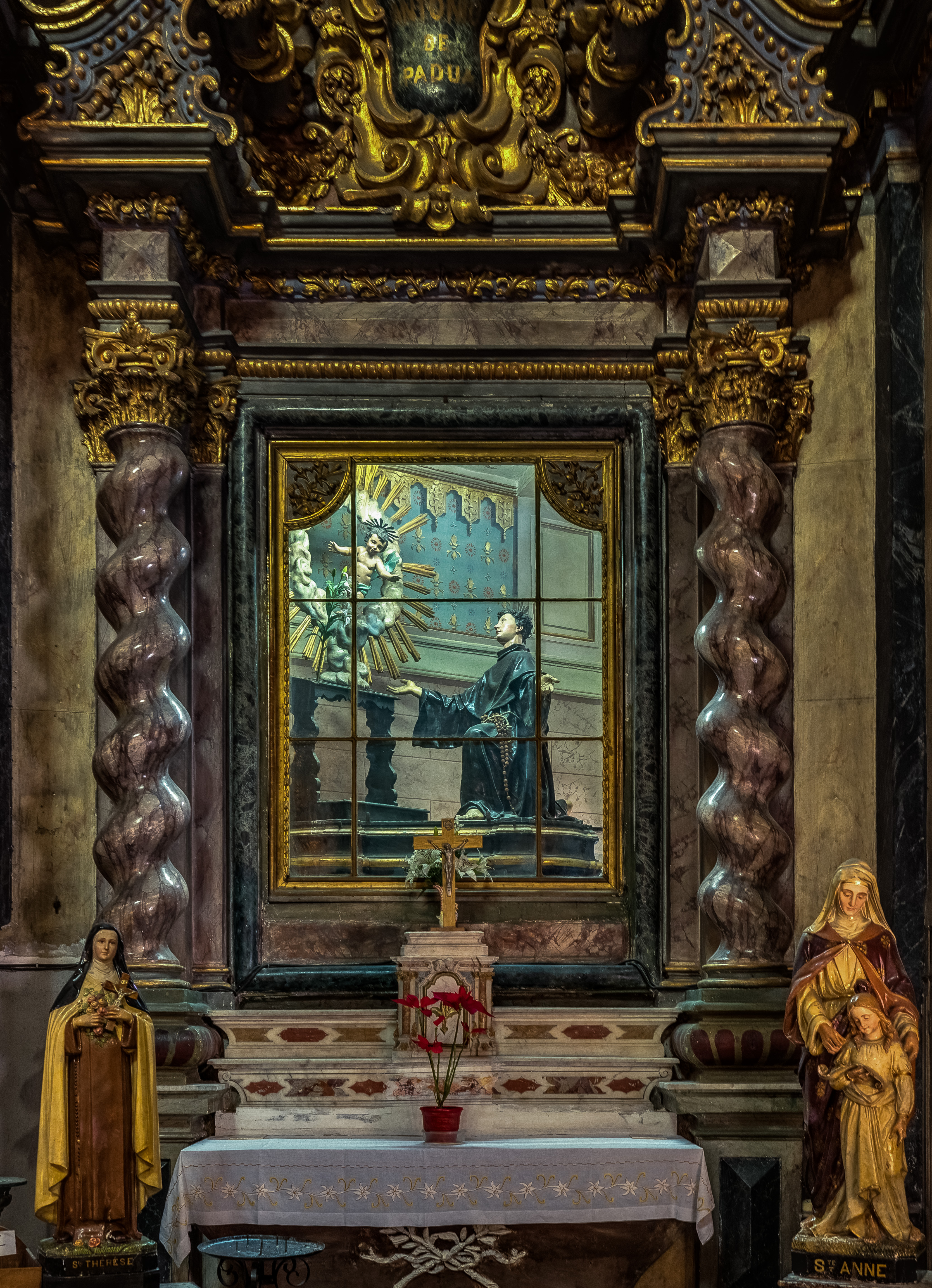
St-Augustin (Nizza) Retabel Nikolaus von Tolentino (Ausschnitt)

Mit Hochaltar und sechs Seitenkapellen (Johannes der Täufer, Gürtelmadonna, Heiligstes Herz Jesu, Josef von Nazaret, Nikolaus von Tolentino, Antonius von Padua) ist die Kirche reich ausgestattet. Foussard und Barbier heben besonders den Nikolaus von Talentino gewidmeten Retabel als einen der schönsten von Nizza hervor.